# Tomáš Kóňa
Tomáš Kóňa (* 1. März 1984 in Nitra) ist ein slowakischer Fußballspieler.

## Karriere
Bis Dezember 2005 lief Kóňa für den FC Nitra auf. In der Winterpause der Saison 2005/2006 wechselte der defensive Mittelfeldspieler zum tschechischen Hauptstadtklub Sparta Prag.
Im Juli 2008 wechselte Kóňa auf Leihbasis zum FC Tescoma Zlín. Anfang 2009 wechselte Kóňa zum FC Petržalka 1898. Im Sommer 2009 kehrte er zum FC Nitra zurück.
Im Sommer 2010 verpflichtete ihn Ligakonkurrent FK Senica. Mit seinem neuen Klub erreichte er die Vizemeisterschaft 2011 und 2013. In dieser Zeit kam er auf fünf Berufungen in die slowakische Nationalmannschaft. Im Sommer 2015 schloss er sich TJ Spartak Myjava an, ehe er Anfang 2017 zum ŠK Slovan Bratislava wechselte. Dort konnte er im Jahr 2017 den slowakischen Pokal gewinnen. Seit Sommer 2017 spielt er wieder für den FC Nitra.

## Erfolge
- Tschechischer Meister: 2007
- Tschechischer Pokalsieger: 2006, 2007, 2008
- Slowakischer Pokalsieger: 2017